# Дворникова, Тамара Васильевна
Тамара Васильевна Дворникова (род. 1949) — советский хозяйственный и политический деятель, депутат Совета Союза Верховного Совета СССР 9-го созыва.

## Биография
Родилась в 1949 году. Член КПСС.
Окончила среднюю школу.
С 1966 по 1999 год — ученик машиниста крана, машинист электромостового крана Синарского трубного завода в городе Каменске-Уральском Свердловской области.
Депутат Совета Союза Верховного Совета СССР 9-го созыва. Делегат XXVII съезда КПСС.
Живёт в Каменске-Уральском.

## Награды
- Орден Трудовой Славы II степени (11.06.1984)
- Орден Трудовой Славы III степени (05.03.1976)